# قسم هوديان الريفي (مقاطعة دلغان)
قسم هوديان الريفي (بالفارسية: دهستان هودیان) هي منطقة سكنية تقع في قسم في إيران. يقدر عدد سكانها بـ 3,708 نسمة .